# Hjalmar Pettersen

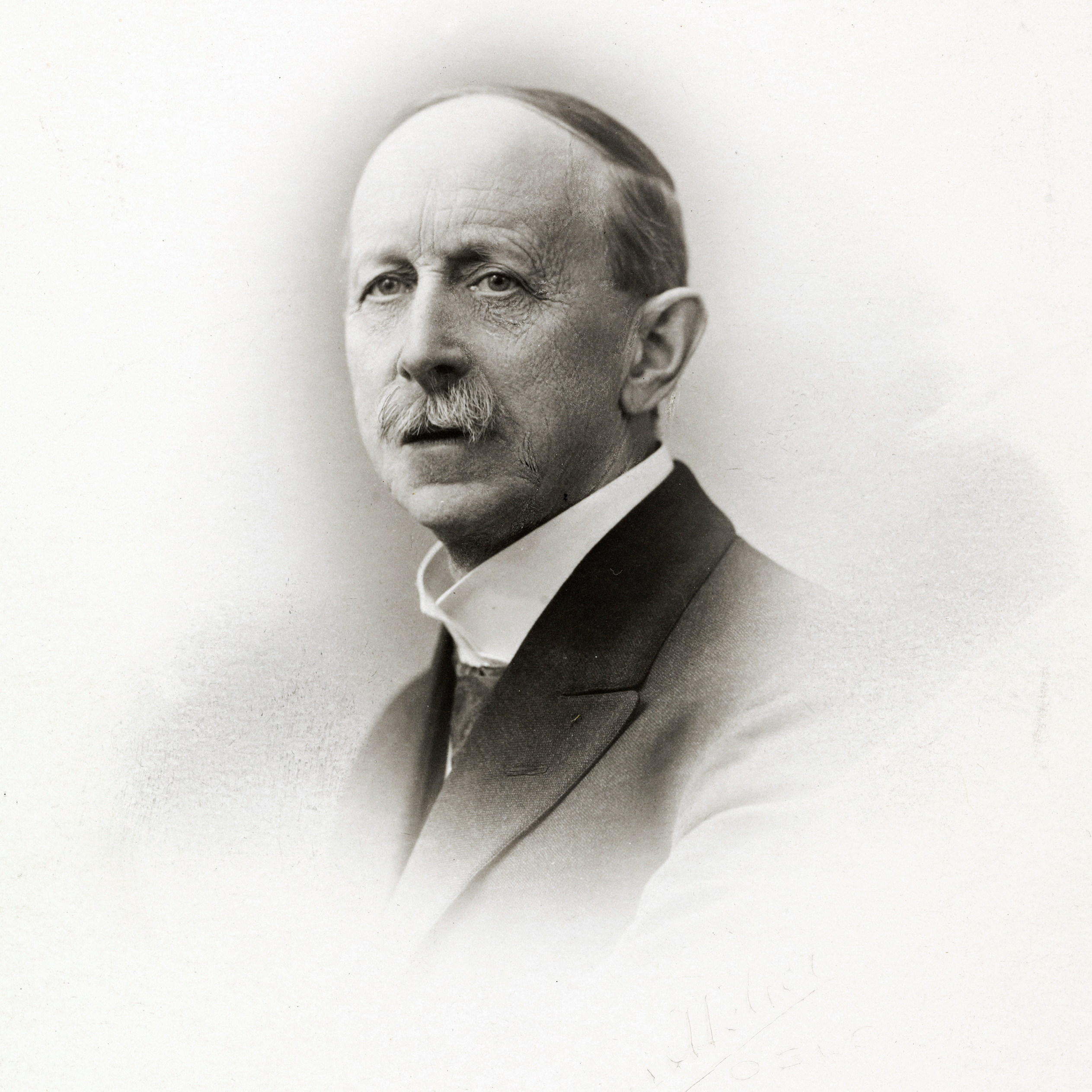
Hjalmar Pettersen.

Hjalmar Maurius Pettersen, född 13 januari 1856, död 18 januari 1928, var en norsk biblioteksman.
Pettersen var 1:e bibliotekarie vid universitetsbiblioteket i Oslo 1898-1926, vars norska avdelning under hans ledning utvidgades och fullständigades. Bland Pettersens skrifter märks särskilt han stora Bibliotheca norvegica (4 band, 1899-1924).